# Свистунова, Лидия Александровна
Лидия Александровна Свистунова (1920—1943) — участница Великой Отечественной войны, штурман 46-го гвардейского легкобомбардировочного ночного авиационного полка, гвардии младший лейтенант.

## Биография
Родилась 27 января 1920 года в Твери.
Окончила семилетнюю школу № 4 (1935 год) и среднюю школу № 8 (ныне № 21, 1938 год). Член ВЛКСМ с 1935 года. Поступила на планово-экономический факультет Московского института народного хозяйства им. Плеханова. Учёбу совмещала с занятиями в аэроклубе в подмосковном Реутово (прыжки с парашютом, пилотирование), а в 1940—1941 годах работала там же лётчиком-инструктором.
С 8 октября 1941 года — в рядах действующей армии. После окончания курса военной подготовки в авиашколе г. Энгельса стала штурманом полка ночных бомбардировщиков (командир полка Бершанская Е. Д.). Участвовала в разгроме немецких войск на Дону, Северном Кавказе, Кубани, Таманском полуострове, наносила бомбовые удары по военным объектам врага.
Погибла в ночь с 31 марта на 1 апреля 1943 года во время выполнения боевого задания:

В апреле 1943 года мы стояли в станице Пашковская, на окраине Краснодара, откуда летали в течение двух месяцев. Там в ночь на 1 апреля произошла трагедия…
Как всегда аэродром был не освещён, самолёты, возвращаясь с боевого задания, подходили в полной темноте и с погашенными огнями АНО (аэронавигационные огни — три лампочки: на правой, левой плоскости и на хвосте: красный, белый и зелёный). На четвёртом развороте самолёт Юли Пашковой и Кати Доспановой столкнулся с самолётом командира эскадрильи Полины Макагон и Лиды Свистуновой. На старте услышали только треск и грохот от падения машин. Они были полностью разбиты. Макагон и Свистунова погибли сразу. Юлю пытались спасти, но 4 апреля она тоже умерла.
Кто-то был виноват в этой катастрофе, отвлёкся, не разглядел силуэт идущей впереди машины. И мы заплатили за это тремя жизнями…
— Ракобольская И., Кравцова Н. Нас называли ночными ведьмами. Так воевал женский 46-й гвардейский полк ночных бомбардировщиков. 2-е издание, дополненное. — М. Издательство МГУ, 2005.
Похоронена в станице Пашковской, ныне микрорайон города Краснодара.

## Память
- В станице Пашковской был установлен обелиск с мраморной табличкой и списком похороненных[1][2].
- В тверской средней школе № 21 был создан школьный музей, где уже имеется стенд, посвященный Лидии Свистуновой.
- 27 января 2000 года в день юбилея Л. А. Свистуновой в тверской областной библиотеке им. А. М. Горького состоялся памятный вечер и презентация книги «Верность». В тверских газетах «Вече Твери», «Караван», «Тверские ведомости» прошли публикации, посвящённые героической землячке[3].

## Награды
- За образцовое выполнение боевых заданий командования и проявленное при этом мужество, смелость и отвагу, одной из первых в полку награждена орденом Красного Знамени (19.10.1942). Весной 1943 года была награждена вторым орденом Красного Знамени и Орденом Отечественной войны 1 степени (посмертно)[4]; из наградного листа на гвардии младшего лейтенанта Свистунову Лидию Александровну:

«…мобилизована в ряды действующей Красной Армии 8 октября 1941 года, на фронте с 27 мая 1942 года.
…На фронтах произвела 369 боевых вылетов на самолете По-2. Сбросила более 45000 килограммов бомбового груза. Прямым попаданием уничтожила 2 переправы, 3 зенитные точки врага, 4 прожектора, 2 склада с боеприпасами, 1 колонну бензозаправщиков, 2 колонны мотомехчастей врага.
В октябре 1942 года гвардии младший лейтенант Свистунова уничтожила войска и технику противника в районах Кизляр, Прохладного.
Свистунова Л. А. задания выполняет отлично, увлекая за собой личный состав эскадрильи. Для более эффективного бомбометания предложила метод группового воздействия экипажей… Эскадрилья Свистуновой провела 1272 боевых вылета без единого невыполненного задания.
В ночь на 27 февраля 1943 года Свистунова метким ударом разбила переправу в пункте Красный Октябрь на реке Кубань.
Март 1943 года — бомбовые удары по автоколоннам врага.
За образцовое выполнение боевых заданий командования, лично проведенные 369 боевых вылетов с высокой эффективностью и проявленное при этом мужество, смелость и отвагу гвардии младший лейтенант Свистунова Л. А. достойна правительственной награды.
Командир 46-го Гвардейского бомбардировочного Краснознаменного Таманского полка, гвардии майор Бершанская (апрель 1943 года).»